# Ouahtye
 (février 2023).
Ouahtye est un prêtre et fonctionnaire de haut rang qui a servi sous le roi Néferirkarê Kakaï pendant la Ve dynastie. D'après son crâne, il était probablement âgé de trente-cinq ans à sa mort.

## Généalogie
Les noms des membres de la famille de Ouahtye inscrits dans sa tombe comprennent ceux de sa mère Meretmin, de sa femme Oueretptah, de ses fils Seshemnefer, Kaiemakhnetjer et Sebaib, et de sa fille Seket.

## Sépulture
En novembre 2018, il a été annoncé que la tombe de Ouahtye avait été trouvée dans la nécropole de Saqqarah. À l'intérieur de la tombe se trouvaient des ossements de Ouahtye, sa femme Oueretptah, ses quatre enfants et sa mère Meritmin. La tombe fait dix mètres de long du nord au sud et trois mètres de large d'est en ouest et a été construite vers 2415-2405 avant notre ère,,. Ouahtye et sa famille y ont été enterrés mais tous n'étaient pas dans des sarcophages en bois. La tombe comporte une inscription avec ses titres sur Ouahtye : « Ouahtye, prêtre purifié du roi, surveillant du domaine divin, surveillant de la barque sacrée, vénéré auprès du grand Dieu, Ouahtye ». En inspectant la structure des os de Ouahtye, les archéologues ont constaté qu'ils étaient distendus, indiquant que Ouahtye avait une maladie. L'une des hypothèses avancées par Amira Shahin, professeur de rhumatologie à l'université du Caire, est qu'il avait le paludisme,.
La tombe de Ouahtye contient quatre puits, chacun rempli des restes de Ouahtye et de sa famille. Les tombes étaient séparées par sexe, la plus profonde contenait les restes de Ouahtye qui ont été trouvés dans un sarcophage en bois, une autre contenait les restes de la mère de Ouahtye Meritmin qui avait probablement cinquante-cinq ans, sa femme Oueretptah qui était probablement autour de la trentaine et sa jeune fille qui avait probablement six ans quand elle est morte et l'autre contenait les trois fils de Ouahtye dont l'un avait probablement moins de vingt ans à sa mort, un autre, moins de dix-huit ans.

## Documentaire
Le 28 octobre 2020, Netflix a diffusé un documentaire de deux heures sur la découverte de la tombe de Ouahtye, intitulé « Secrets of the Saqqara Tomb »,.